# The Exchange 106
The Exchange 106 är en 443,6 meter hög skyskrapa i Kuala Lumpur i Malaysia. 
Kontorsbyggnaden, som är en av världens högsta, började byggas i maj 2016 och var klar för inflyttning tre år senare. Den har 95 våningar ovan jord och avslutas med en 56 meter hög belyst krona. Den är Kuala Lumpurs högsta byggnad efter Petronas Twin Towers, som dock toppas av en 46 meter hög antenn.
Skyskrapan har fått namn efter finansdistriktet Tun Razak Exchange, även kallat TRX, och har också kallats TRX Signature Tower. Siffran 106 anspelar på antalet våningar, varav 11 i den LED-belysta kronan.. 
The Exchange 106 har byggts som 
totalentreprenad av kinesiska China State Construction Engineering Corporation.